# La ragazza di Via Veneto
La ragazza di Via Veneto è un film del 1955 diretto da Marino Girolami.